# MCI (電気通信事業者)
MCI（エムシーアイ）は、アメリカ合衆国にあった大手電気通信事業者である。
1963年にマイクロウェーブ・コミュニケーションズ(Microwave Communications, Inc.)として設立。1971年にMCIコミュニケーションズに改名。アメリカの電気通信自由化の流れの中で長距離電話・データ通信事業者として成長した。
1997年にワールドコム(WorldCom)により買収され MCIワールドコムとなる。2000年にワールドコムに改名。ITバブルの崩壊により、ワールドコムのM&Aによる成長戦略は頓挫、粉飾会計が発覚して経営が破綻した。2002年にチャプター11に基づく再建型倒産処理手続を申し立てて倒産した。
再建中の2003年に社名をMCIに変更。2006年にベライゾン・コミュニケーションズに買収された。UUNETなどを含む旧MCIワールドコムのネットワークインフラは、ベライゾンの長距離通信ネットワーク（インターネットバックボーンネットワーク）や事業者向けビジネスで使われている。現在、MCIブランドは使われていない